# Pseudoniptera
Pseudoniptera is een monotypisch geslacht van schimmels uit de familie Helotiaceae. Het bevat alleen Pseudoniptera quercina.